# Standaardstations van de Haarlemmermeerspoorlijnen
De standaardstations van de Haarlemmermeerspoorlijnen of standaardtypen HESM zijn drie standaardontwerpen voor spoorwegstations.
Naar deze ontwerpen zijn door de Hollandsche Electrische-Spoorweg-Maatschappij (HESM) tussen 1911 en 1915 drieëntwintig stations gebouwd langs de Haarlemmermeerspoorlijnen. Hiervan zijn er anno 2010 nog veertien aanwezig.

## HESM I (eerste klasse)
Asymmetrisch, hoog station. Hiervan zijn er elf gebouwd, vijf zijn er nog aanwezig.
| Bouw | Naam                     | Plaats           | Bijzonderheden   | Afbeelding |
| ---- | ------------------------ | ---------------- | ---------------- | ---------- |
| 1911 | Station Leimuiden        | Leimuiden        | Gesloopt in 1952 |            |
| 1911 | Station Roelofarendsveen | Roelofarendsveen | Gesloopt in 1938 |            |
| 1911 | Station Uithoorn         | Uithoorn         |                  |            |
| 1912 | Station Amstelveen       | Amstelveen       |                  |            |
| 1912 | Station Nieuw-Vennep     | Nieuw-Vennep     | Gesloopt in 1956 |            |
| 1912 | Station Nieuwkoop        | Nieuwkoop        | Gesloopt in 1970 |            |
| 1912 | Station Oude Wetering    | Oude Wetering    | Gesloopt in 1938 |            |
| 1912 | Station Rijpwetering     | Rijpwetering     | Gesloopt in 1938 |            |
| 1918 | Station Aarlanderveen    | Aarlanderveen    |                  |            |
| 1913 | Station Mijdrecht        | Mijdrecht        |                  |            |
| 1913 | Station Nieuwveen        | Nieuwveen        |                  |            |

## HESM II (tweede klasse)
Symmetrisch, hoog station. Dit is het grootste type. Hiervan zijn er drie gebouwd, die allemaal nog bestaan.
| Bouw | Naam               | Plaats     | Bijzonderheden | Afbeelding |
| ---- | ------------------ | ---------- | -------------- | ---------- |
| 1911 | Station Hoofddorp  | Hoofddorp  |                |            |
| 1911 | Station Vijfhuizen | Vijfhuizen |                |            |
| 1913 | Station Vinkeveen  | Vinkeveen  |                |            |

## HESM III (derde klasse)
Het eenvoudigste, kleinste type. Hiervan zijn er negen gebouwd, zes zijn er nog aanwezig.
| Bouw | Naam                 | Plaats              | Bijzonderheden     | Afbeelding |
| ---- | -------------------- | ------------------- | ------------------ | ---------- |
| 1911 | Halte Aalsmeerderweg | Rozenburg           |                    |            |
| 1911 | Halte De Kwakel      | De Kwakel           |                    |            |
| 1911 | Halte Rijksstraatweg | Haarlem             |                    |            |
| 1912 | Halte Aalsmeer Oost  | Aalsmeer            |                    |            |
| 1913 | Halte Gouwsluis      | Alphen aan den Rijn |                    |            |
| 1914 | Halte Wilnis         | Wilnis              |                    |            |
| 1915 | Halte Legmeerpolder  | Amstelveen          | Gesloopt in 1972   |            |
| 1915 | Halte Zevenhoven     | Nieuwveen           | Gesloopt in 1946   |            |
| 1915 | Halte De Hoef        | De Hoef             | Gesloopt voor 1980 |            |

## Afwijkende stations
Niet meegeteld zijn de vier unieke stations. Wel door de HESM gebouwd, maar niet behorend tot een standaard type. Hiervan zijn er nog drie aanwezig.
| Bouw | Naam                          | Plaats              | Bijzonderheden                             | Afbeelding |
| ---- | ----------------------------- | ------------------- | ------------------------------------------ | ---------- |
| 1911 | Station Leiden Heerensingel   | Leiden              | Architect K.P.C. de Bazel Gesloopt in 1970 |            |
| 1912 | Station Aalsmeer              | Aalsmeer            | Architect J.G. Wattjes                     |            |
| 1915 | Station Amsterdam-Willemspark | Amsterdam           | Architect H. van Emmerik                   |            |
| 1918 | Station Ter Aar               | Ter Aar / Papenveer |                                            |            |

Douma (Beilen) · 
Eijs-Wittem ·
GLS ·
GOLS ·
Harmelen ·
Hemmen ·
HESM ·
KNLS ·
Loppersum ·
NCS ·
NFLS ·
NH ·
NOLS ·
Randstadspoorhalte ·
Sneek ·
Sextant ·
Staatsspoorwegen ·
Velsen-Zeeweg ·
Vierlingsbeek ·
Visvliet ·
Voorstadshalte ·
Woldjerspoor ·
WZ ·
ZB